# جو كلارك
جو كلارك (بالإنجليزية: Joe Clark)‏ (و. 1939  م) هو سياسي، ودبلوماسي، وصحفي كندي.

## مناصب
تولى منصب رئيس مجلس الملكة الخاص بكندا ‏ (21 أبريل 1991–24 يونيو 1993)، ووزير الشؤون الخارجية (17 سبتمبر 1984–20 أبريل 1991)، ورئيس وزراء كندا (4 يونيو 1979–3 مارس 1980)، وعضو مجلس العموم الكندي، ومدير.

## التعليم
تعلم في كلية الحقوق بجامعة كولومبيا البريطانية، وجامعة ألبرتا.

## جوائز
حصل على جوائز منها:
- شريك وسام كندا.

## روابط خارجية
- جو كلارك على موقع الموسوعة البريطانية (الإنجليزية)
- جو كلارك على موقع مونزينجر (الألمانية)
- جو كلارك على موقع إن إن دي بي (الإنجليزية)